# GEDCOM
GEDCOM, acrònim de GEnealogical Data COMmunication, (Comunicació de dades genealògiques, en anglès), és una especificació per intercanviar dades genealògiques entre diferents programaris de genealogia. Va ser desenvolupat pels mormons de l'Església de Jesucrist dels Sants dels Darrers Dies com a ajut a la recerca genealògica.
Un arxiu GEDCOM és text pla (normalment ANSEL o ASCII) que conté informació genealògica sobre persones, i metadades que enllacen aquests registres. La majoria dels suports de programari de genealogia permeten importar i exportar al format GEDCOM. Tanmateix, algun programari de genealogia incorpora l'ús d'ampliacions patentades del format GEDCOM, la qual cosa no sempre reconeixen altres programes de genealogia.
Tot i que, teòricament és impossible escriure un fitxer GEDCOM a mà, el format va ser dissenyat per ser usat pel programari, de manera que, sense la interfície d'algun programa, no es pot interpretar. El projecte PhpGedView és un valorador que es pot utilitzar per validar l'estructura d'un fitxer GEDCOM, tot i que no es tracta d'un validador autònom. El Projecte de GEDCOM TestBook avalua com s'ajusten els programes de genealogia populars a la norma de GEDCOM 5.5, alliberada el gener de 1996. Tot i que ja han transcorregut molts anys des de llavors, ara per ara és l'únic format específicament genealògic admès com a tal pel sector. Per tant, tots els programes destacats de genealogia incorporen la possibilitat d'importar i exportar sota aquesta especificació. També existeixen moltes eines per convertir arxius GEDCOM en pàgines web (HTML).

## Estructura d'un arxiu GEDCOM
El GEDCOM usa un model d'enllaços de dades basat en el nucli familiar i l'individu. Els seus arxius estan formats per una capçalera (HEAD), registres i una secció final (TRLR). Els registres d'alt nivell representen persones (@I1@ INDI), famílies (@F1@ FAM), fonts d'informació (@S1@ SOUR), arxius on es troben les fonts d'informació anteriors (@R1@ REPO) o la descripció de la persona que fa la investigació (@S0@ SUBM). Cada línia d'un arxiu GEDCOM comença amb un número que indica el nivell. El del primer nivell és el zero i la resta venen introduïts per un nombre enter positiu.
A la següent codificació podem veure informació sobre tres persones diferents: @I1@ Bob Cox, @I2@ Joann Para i @I3@ Boby Jo Cox.
```
0 HEAD 
1 SOUR Reunion
2 VERS V8.0
2 CORP Leister Productions
1 DEST Reunion
1 DATE 11 FEB 2006
1 FILE test
1 GEDC 
2 VERS 5.5
1 CHAR MACINTOSH
0 @I1@ INDI
1 NAME Bob /Cox/
1 SEX M
1 FAMS @F1@
1 CHAN 
2 DATE 11 FEB 2006
0 @I2@ INDI
1 NAME Joann /Para/
1 SEX F
1 FAMS @F1@
1 CHAN 
2 DATE 11 FEB 2006
0 @I3@ INDI
1 NAME Bobby Jo /Cox/
1 SEX M
1 FAMC @F1@
1 CHAN 
2 DATE 11 FEB 2006
0 @F1@ FAM
1 HUSB @I1@
1 WIFE @I2@
1 MARR 
1 CHIL @I3@
0 TRLR
```

## Història
Els mormons són un grup religiós i cultural provinent del mormonisme, la branca principal del moviment del cristianisme regeneracionista, iniciada per Joseph Smith a Nova York durant els anys 1820. Després de la mort de Smith en 1844, l'església de Jesucrist dels Sants dels Últims Dies va seguir Brigham Young a Salt Lake City (Utah), el que actualment s'ha convertit en el centre de la influència cultural mormona. Entre les seves pràctiques s'inclouen la poligàmia, el proselitisme, la plena dedicació de temps i recursos cap a la seva església, l'abstenció de begudes alcohòliques, tabac, cafè, te i altres substàncies addictives, i de les relacions sexuals fora del matrimoni heterosexual. A més, tenen una visió única de la cosmologia i creuen que totes les persones són esperits-fills de Déu i que tornar a Déu requereix seguir l'exemple de Jesucrist.
Els mormons han desenvolupat un fort sentit de comú que es deriva de la seva doctrina i la seva història. Tendeixen a ser molt orientats a la família i tenen fortes connexions entre generacions i amb família extensa, reflectint la seva convicció que les famílies poden segellar-se junts més enllà de la mort. Segons el llibre del mormó, el profeta bíblic Malaquies va profetitzar el retorn d'Elíes la finalitat del qual seria fer tornar el cor dels pares cap als fills, i el dels fills cap als pares. Per tant, la investigació d'arxius històrics no és un caprici ni una afició mormona, sinó l'eix central de la seva doctrina. La identificació dels avantpassats per estructurar l'arbre genealògic familiar és clau en la seva creença cristiana de redempció dels morts i la seva exigència d'unió familiar. D'aquesta manera, construeixen el banc de dades perquè la comunitat mormona internacional explori els seus ancestrals, amb el treball documentalista FamilySearch, i atenen el seu principi d'establir relacions positives amb l'entorn i realitzar obra social.
L'arxiu de registre, que acumula més de 2,4 milions de rotllos de microfilm amb uns 3,5 mil milions d'imatges, es troba sepultada a The Vault (La Bóveda, en castellà), a l'interior de la Granite Mountain, una sòlida roca de granit capaç de suportar un atac nuclear. L'entrada del complex està custodiada per unes gegants portes d'entre 9 i 14 tones de pes i el seu interior compta amb quatre amplis túnels de ciment i acer que connecten sis càmeres folrades d'acer. Diverses línies de passadissos d'armaris de 3 metres d'altura recopilen dades de la civilització al voltant d'uns 100 països i està registrada amb a 170 idiomes. Amb aquesta descomunal informació l'Església de Jesucrist dels Sants dels Darrers Dies confia a poder reconstruir la Història de la Humanitat.
El 1859 es va inventar el microfilm, un dispositiu que permetia emmagatzemar gran quantitat de fotografies i imatges en un minúscul espai, tot i que un segle després, aquesta tecnologia ha estat àmpliament superada per la informàtica i s'han començat a digitalitzar les dades. Gràcies a aquest procés, el 2010 es va crear la plataforma FamilySearch.org, un portal en el qual més de 300 milions de visitants han utilitzat per desentranyar la seva genealogia.